# Gangster
 (août 2011).
 (mai 2024).
Si vous disposez d'ouvrages ou d'articles de référence ou si vous connaissez des sites web de qualité traitant du thème abordé ici, merci de compléter l'article en donnant les références utiles à sa vérifiabilité et en les liant à la section « Notes et références ».
En pratique : Quelles sources sont attendues ? Comment ajouter mes sources ?
Un gangster ou Don Carlito (terme américain signifiant littéralement « membre d'un gang ») est un malfaiteur. Le terme est devenu particulièrement évocateur sous le régime de la prohibition aux États-Unis. Son symbole reste sans conteste Al Capone, et la ville du gangstérisme, Chicago.

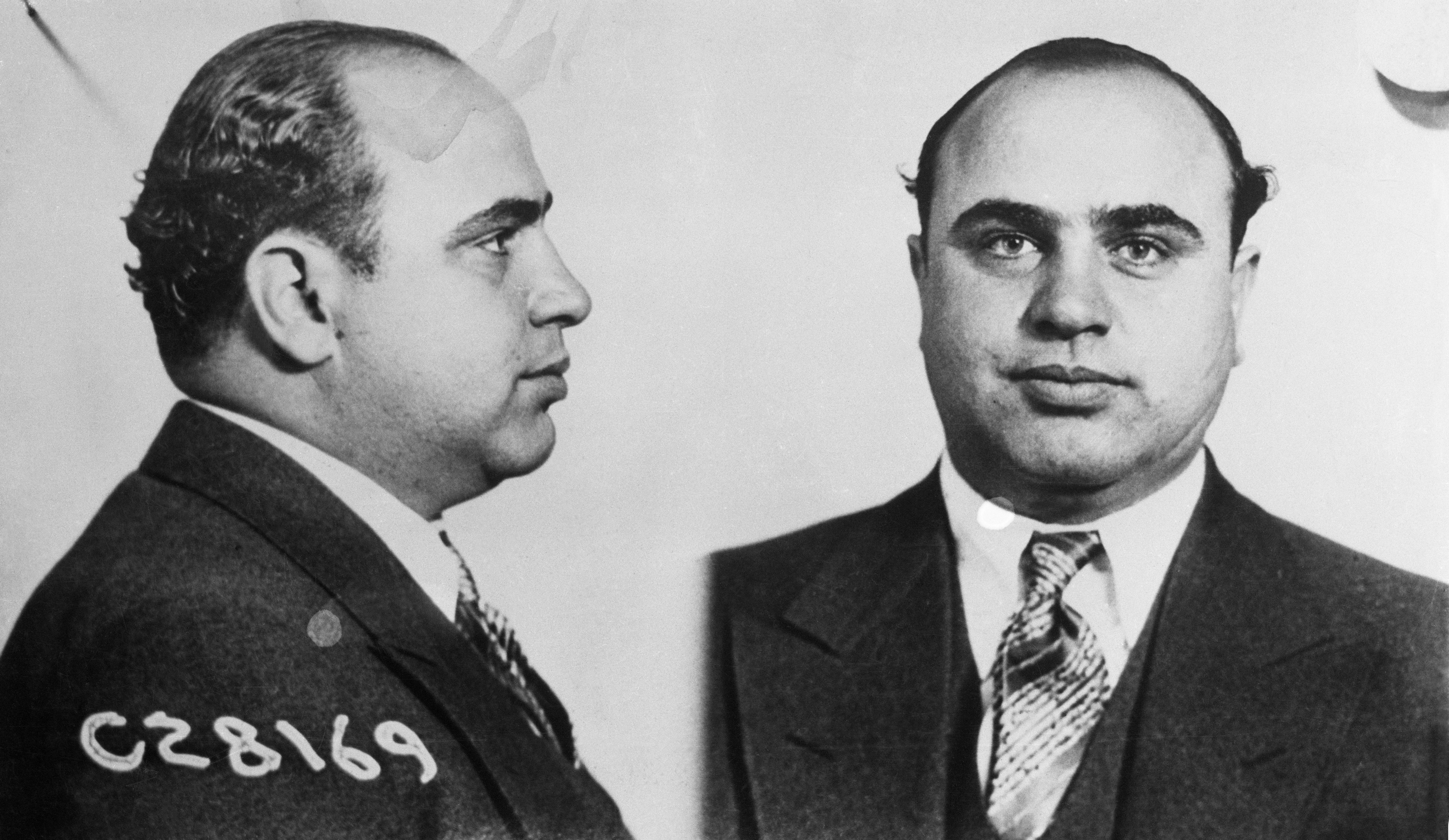
Al Capone.

## Description
Le gangstérisme regroupe tous types d'actions interdites à l'époque : bars clandestins, tripots, bordels, boites de nuit, distilleries, brasseries etc.
De nombreux artistes se sont emparés du terme et ont largement participé à la formation d'un véritable mythe :
- Les Nuits de Chicago de Josef von Sternberg
- Scarface d'Howard Hawks
- Les Incorruptibles de Brian De Palma
- Les Affranchis de Martin Scorsese
- Dessins de Chester Gould
- Tintin en Amérique de Hergé
- Gangsters d'Olivier Marchal.

Bien qu'à l'origine un gangster fasse partie d'un gang, il est fréquemment employé improprement pour un « truand » (terme français pour désigner un criminel de carrière), qui est, ou exerce des activités dans le milieu du crime organisé. Comme adjectif, il peut être utilisé comme une représentation peu flatteuse des méthodes violentes et retorses utilisées par les membres de la pègre, et le gangstérisme est une forme dérivée qui implique les méthodes telles que la pratique ou l’habitude.
Durant l’ère de la Seconde Guerre mondiale, le mot « gangster » est devenu un terme populaire pour décrire un individu qui était une part de la « mafia » ou d'une « organisation criminelle ». Aujourd’hui, les gangsters sont regardés ordinairement comme des individus malveillants. La presse a eu une influence substantielle sur la vue moderne du gangster.
Les gangsters sont typiquement des criminels organisés qui sont activement engagés dans le crime comme une activité de groupe ou entreprise pour le profit. La visibilité d’activités des gangsters peut s’étendre du trafic de drogue à l'offre de protection. Les gangsters gèrent souvent leurs opérations comme leurs affaires pour autant qu’ils offrent un « produit » ou un « service », bien qu’illégal, ou, comme c’est parfois le cas, une affaire légitime avec un but d’activité criminel.
Les gammes et les sphères d’activités des gangsters sont diverses, et sont fréquemment reliées à des écarts entre le corps législatif et la réalité physique. Pendant l’ère de la prohibition aux États-Unis, les gangsters ont exploité efficacement et lucrativement la demande pour l’alcool en approvisionnant les bars. Dans les années 1950, ils ont fait de même pour le jeu. Ils sont aussi activement engagés dans d’autres marchés en demande tels que le commerce des narcotiques, les services d’entremetteur, le trafic d’humain, la provision de faux documents, et ainsi de suite.
De nombreux gangsters s’engagent dans l’extorsion, l’intimidation, la corruption et l’influence sur les syndicats. Ils sont aussi connus pour tenter de manipuler les décisions des institutions civiles, telles que les procès et les élections politiques.